# Wrześnica (powiat sławieński)
Wrześnica (niem.: Freetz) – wieś w Polsce położona w województwie zachodniopomorskim, w powiecie sławieńskim, w gminie Sławno przy trasie linii kolejowej 202 Stargard-Słupsk-Gdańsk, z przystankiem Wrześnica.
W latach 1945-54 siedziba gminy Wrześnica. W latach 1975–1998 miejscowość administracyjnie należała do województwa słupskiego.